# 林志隆 (立法委員)
林志隆（1959年1月22日—），中華民國（台灣）政治人物，曾經代表台灣團結聯盟任職立法委員。

## 外部連結
- 立法院 （页面存档备份，存于）